# Neodiogmites tenebrosus
Neodiogmites tenebrosus är en tvåvingeart som beskrevs av Carrera 1949. Neodiogmites tenebrosus ingår i släktet Neodiogmites och familjen rovflugor. Inga underarter finns listade i Catalogue of Life.